# Зебица (Крушевац)
Зебица је насељено место града Крушевца у Расинском округу. Према попису из 2022. било је 142 становника (према попису из 1991. било је 248 становника).
У јесен 1936. овде је дошло до "златне грознице", када су Зајечарци а касније мештани вадили злато из Зебичке реке.

## Демографија
У насељу Зебица живи 170 пунолетних становника, а просечна старост становништва износи 45,9 година (47,5 код мушкараца и 44,3 код жена). У насељу има 55 домаћинстава, а просечан број чланова по домаћинству је 3,75.
Ово насеље је великим делом насељено Србима (према попису из 2002. године), а у последња три пописа, примећен је пад у броју становника.
|  |

| Демографија | Демографија | Демографија |
| Година      | Становника  | Становника  |
| ----------- | ----------- | ----------- |
| 1948.       | 267         |             |
| 1953.       | 291         |             |
| 1961.       | 278         |             |
| 1971.       | 283         |             |
| 1981.       | 268         |             |
| 1991.       | 248         | 241         |
| 2002.       | 206         | 214         |

| Етнички састав према попису из 2002.‍ | Етнички састав према попису из 2002.‍ | Етнички састав према попису из 2002.‍ | Етнички састав према попису из 2002.‍ | Етнички састав према попису из 2002.‍ |
| ------------------------------------ | ------------------------------------ | ------------------------------------ | ------------------------------------ | ------------------------------------ |
|                                      |                                      |                                      |                                      |                                      |
| Срби                                 | Срби                                 |                                      | 202                                  | 98,05%                               |
| Украјинци                            | Украјинци                            |                                      | 1                                    | 0,48%                                |
| непознато                            | непознато                            |                                      | 3                                    | 1,45%                                |

| Година пописа     | 1948. | 1953. | 1961. | 1971. | 1981. | 1991. | 2002. |
| ----------------- | ----- | ----- | ----- | ----- | ----- | ----- | ----- |
| Број домаћинстава | 64    | 65    | 65    | 63    | 61    | 57    | 55    |

| Број чланова      | 1 | 2  | 3 | 4 | 5 | 6 | 7 | 8 | 9 | 10 и више | Просек |
| ----------------- | - | -- | - | - | - | - | - | - | - | --------- | ------ |
| Број домаћинстава | 6 | 13 | 9 | 8 | 7 | 6 | 5 | 0 | 1 | 0         | 3,75   |

| Пол    | Укупно | Неожењен/Неудата | Ожењен/Удата | Удовац/Удовица | Разведен/Разведена | Непознато |
| ------ | ------ | ---------------- | ------------ | -------------- | ------------------ | --------- |
| Мушки  | 91     | 21               | 55           | 12             | 3                  | 0         |
| Женски | 84     | 8                | 56           | 15             | 4                  | 1         |
| УКУПНО | 175    | 29               | 111          | 27             | 7                  | 1         |

| Пол    | Укупно                    | Пољопривреда, лов и шумарство | Рибарство                            | Вађење руде и камена | Прерађивачка индустрија       |
| ------ | ------------------------- | ----------------------------- | ------------------------------------ | -------------------- | ----------------------------- |
| Мушки  | 50                        | 33                            | 0                                    | 0                    | 7                             |
| Женски | 23                        | 17                            | 0                                    | 0                    | 1                             |
| УКУПНО | 73                        | 50                            | 0                                    | 0                    | 8                             |
| Пол    | Производња и снабдевање   | Грађевинарство                | Трговина                             | Хотели и ресторани   | Саобраћај, складиштење и везе |
| Мушки  | 0                         | 3                             | 1                                    | 0                    | 0                             |
| Женски | 0                         | 0                             | 1                                    | 0                    | 0                             |
| УКУПНО | 0                         | 3                             | 2                                    | 0                    | 0                             |
| Пол    | Финансијско посредовање   | Некретнине                    | Државна управа и одбрана             | Образовање           | Здравствени и социјални рад   |
| Мушки  | 0                         | 0                             | 2                                    | 1                    | 1                             |
| Женски | 0                         | 0                             | 0                                    | 3                    | 1                             |
| УКУПНО | 0                         | 0                             | 2                                    | 4                    | 2                             |
| Пол    | Остале услужне активности | Приватна домаћинства          | Екстериторијалне организације и тела | Непознато            | Непознато                     |
| Мушки  | 2                         | 0                             | 0                                    | 0                    | 0                             |
| Женски | 0                         | 0                             | 0                                    | 0                    | 0                             |
| УКУПНО | 2                         | 0                             | 0                                    | 0                    | 0                             |